# Budaklı, Karaçoban
Budaklı là một xã thuộc huyện Karaçoban, tỉnh Erzurum, Thổ Nhĩ Kỳ. Dân số thời điểm năm 2011 là 626 người.